# کوین آبرینگ
کوین آبرینگ (انگلیسی: Kevin Abbring؛ زادهٔ ۲۰ ژانویهٔ ۱۹۸۹) راننده رالی، و مهندس اهل پادشاهی هلند است. پدر او، ادوین آبرینگ، نیز یک راننده مشهور سابق دنیای رالی است.